# (2648) Owa
2648 Owa (1980 VJ) — объект пояса астероидов, открытый 8 ноября 1980 года Эдвардом Боуэллом на горе Андерсона и назван именем Хопи[что?], что в переводе с языка индейцев значит гора.